# Hans Oster
Hans Paul Oster (ur. 9 sierpnia 1887 w Dreźnie, zm. 9 kwietnia 1945 w obozie koncentracyjnym we Flossenbürgu) – niemiecki generał major, wiceszef Abwehry i bliski współpracownik Wilhelma Canarisa, jedna z czołowych postaci antynazistowskiego ruchu oporu w latach 1938–1943, członek opozycji antyhitlerowskiej.

## Życiorys

### Początki kariery wojskowej
Oster wstąpił do wojsk artyleryjskich w 1907. Podczas I wojny światowej służył na froncie zachodnim do 1916 gdzie wykazał się odwagą, pomysłowością i nieszablonowym myleniem. Został mianowany kapitanem i przeniesiony do sztabu 23. dywizji armii cesarskiej. Po I wojnie światowej wszedł do korpusu oficerskiego Reichswehry, służąc początkowo na stanowiskach liniowych, a później sztabowych gdzie zetknął się z późniejszymi uczestnikami zamachu 20 lipca 1944: Friedrichem Olbrichtem i Erwinem von Witzlebenem. W 1929 awansował na majora, jednak w 1932 został zmuszony do dymisji ze względów obyczajowych (romans z żoną kolegi).
W 1933 Oster podjął pracę w Ministerstwie Lotnictwa na stanowisku cywilnym, by pod koniec roku przejść do Abwehry (niem. Abwehr – wywiad i kontrwywiad wojskowy) podlegającej wówczas Ministerstwu Obrony. W tym czasie poznał kolejnych uczestników przyszłego zamachu na Adolfa Hitlera – szefa Kripo (niem. Kriminalpolizei) Arthura Nebe i Hansa Bernda Giseviusa wysokiego funkcjonariusza tajnej policji państwowej Gestapo (niem. Geheime Staatspolizei) prowincji pruskiej. Oster stał się także bliskim współpracownikiem Wilhelma Canarisa, szefa Abwehry.

### Udział w opozycji antyhitlerowskiej
Podobnie jak wielu innych oficerów, Oster początkowo popierał rządy nazistowskie, ale noc długich noży pozbawiła go zupełnie złudzeń. W 1935 Oster powrócił do służby wojskowej na stanowisko dowódcze wydziału III C1 (część wywiadu krajowego) Abwehry i awansował na stopień podpułkownika. Wtedy też rozpoczęła się jego bardziej ścisła współpraca konspiracyjna z Giseviusem i Hansem von Dohnanyi. Pod koniec 1938 Canaris mianował Ostera na dowódcę Zarządu Finansowego i Personalnego (Abteilung Z) Abwehry, przez co dla spiskowców był nieoceniony – Abwehra wytwarzała fałszywe dokumenty oraz miała dostęp do materiałów zastrzeżonych i tajnych informacji, co pozwalało maskować różne działania konspiracyjne.
W 1936 Oster i Gisevius doszli do przekonania, że opresyjny system władzy III Rzeszy jest całkowicie zdominowany przez jednego człowieka – Adolfa Hitlera, a rozwiązaniem tego problemu może być jedynie jego fizyczna eliminacja lub przewrót wojskowy. Poglądy te oraz ich aktywność spowodowała, że stali się nieformalnymi liderami opozycjonistów o poglądach bardziej radykalnych, działających na rzecz usunięcia reżimu nazistowskiego (tzw. grupa antynazistowska). Niestety społeczeństwo niemieckie było prawie całkowicie spacyfikowane, m.in. wskutek: pogodzenia się i akceptacji ówczesnej rzeczywistości; sprzeciwu moralnego wobec działań związanych z przemocą i rozlewem krwi związanych z zamachem i działaniami zbrojnymi; związania przysięgą wojskową i posłuszeństwem wobec władzy; bądź też wskazywaniem na Himmlera i SS (niem. Schutzstaffel oddziały ochronne NSDAP) jako głównych sprawców okrucieństw systemu.
Pierwszy poważny plan zamachu na Hitlera powstał w 1938, w związku z przygotowaniami do inwazji wojskowej na Czechosłowację. Oster kontaktował się m.in. z gen. Ludwigiem Beckiem szefem Sztabu Generalnego wojsk lądowych (OKH niem. Oberkommando des Heeres) oraz jego następcą gen. Franzem Halderem. Spiskowcy obawiali się klęski w związku z brakiem wystarczającego przygotowania wojsk niemieckich oraz groźbą przystąpienia do wojny Francji i Wielkiej Brytanii. Oster wezwał generalicję do niezwłocznego działania, która zadeklarowała podjęcie działań przeciwko Hitlerowi tylko w przypadku bezpośredniej groźby wojny. Niestety polityka appeasementu prowadzona przez rząd brytyjski i francuski oraz podpisanie przez strony konfliktu Układu monachijskiego uniemożliwiło eliminację Hitlera. Był to najbardziej zaawansowany spisek na Hitlera przed zamachem na niego w dniu 20 lipca 1944.
W sierpniu 1939 Oster przekazał holenderskiemu attaché wojskowemu majorowi Gijsbertusowi Jacobowi (Bertowi) Sasowi materiały z tajnej narady w kwaterze Hitlera „Berghof” w Berchtesgaden na temat planowanej agresji na Polskę. W tym samym roku Oster został awansowany na stopień pułkownika. Po wybuchu II wojny światowej, opozycja wojskowych wobec Hitlera stała się jeszcze bardziej problematyczna, gdyż uważali oni, że działania spiskowe mogłyby się przyczynić do klęski Niemiec. Halder przynaglany przez Ostera i Canarisa w trakcie przygotowań Hitlera do ataku na Francję, uznał za nierealistyczny plan ewentualnego zamachu wojskowego. W 1940 Oster jako od początku niechętny Hitlerowi, ostrzegł poprzez Sasa aliantów zachodnich o planach niemieckiej agresji na Norwegię i Danię, a następnie na Belgię, Holandię i Francję – plan Fall Gelb.
Aktywność niemieckich grup antyhitlerowskich w okresie pomiędzy 1940 a 1942 była niewielka w związku z sukcesami wojskowymi Hitlera oraz ich masowym poparciem społecznym. Dopiero atak na ZSRR w czerwcu 1941 oraz rozpoczęcie eksterminacji europejskich Żydów doprowadziła Ostera oraz skupioną wokół niego grupę oficerów Abwehry do nawiązania kontaktu z Henningiem von Tresckowem oficerem sztabowym Grupy Armii „Środek”. Oster przygotował dla von Tresckowa bomby użyte w nieudanych zamachach na Hitlera w 1943 Ponadto odnowił kontakt z gen. Olbrichtem ze sztabu OKH (w 1943 przeszedł do sztabu OKW), późniejszym spiskowcem 20 lipca 1944. W 1942 Oster został awansowany na stopień generalski odpowiadający generałowi brygady (niem. Generalmajor).

### Uwięzienie i śmierć
Gestapo zainteresowało się Osterem w wyniku aresztowania von Dohnanyi w kwietniu 1943, wobec którego postawiono zarzut przestępstw walutowych związanych z przerzutem Żydów do Szwajcarii. W trakcie śledztwa odkryto rolę Ostera, zwalniając go ze stanowiska w Abwehrze, a później umieszczając w areszcie domowym, co zadało poważny cios spiskowcom skupionym w tej instytucji. Jego powiązania z opozycjonistami zostały odkryte dopiero po niepowodzeniu zamachu na Hitlera 20 lipca 1944, co doprowadziło do jego uwięzienia w dniu następnym.
Został osadzony w obozie koncentracyjnym we Flossenbürgu, gdzie 8 kwietnia 1945 wskutek rozkazu Ernesta Kaltenbrunnera po odkryciu pamiętników Canarisa stanął przed sądem wojskowym, który skazał Ostera na karę śmierci przez powieszenie. Następnego dnia został pośpiesznie stracony wraz z adm. Canarisem, Karlem Sackiem i pastorem Dietrichem Bonhoefferem. Oster został pochowany na cmentarzu Nordfriedhof w Dreźnie.

## Odznaczenia
- Krzyż Żelazny II Klasy (4 listopada 1914)[4]
- Krzyż Kawalerski Orderu Alberta II Klasy z Mieczami (12 kwietnia 1915)[4]
- Krzyż Kawalerski Orderu Wojskowego Świętego Henryka (22 czerwca 1915)[4]
- Krzyż Żelazny I Klasy (12 listopada 1915)[4]
- Krzyż Kawalerski Orderu Alberta I Klasy z Mieczami (25 listopada 1916)[4]
- Krzyż Honorowy dla Walczących na Froncie (21 grudnia 1934)[4]
- Odznaka za 25-letnią Służbę w Heer (2 października 1936)[4]
- Medal Pamiątkowy 1 października 1938 z okuciem Zamek Praga[4]
- Szpanga Krzyża Żelaznego II Klasy[4]
- Szpanga Krzyża Żelaznego I Klasy[4]
- Österreichische Kriegserinnerungsmedaille mit Schwertern[4]